# عصفور أزرق غربي
العصفور الأزرق الغربي (Sialia mexicana) هو طائر صغير من فصيلة السمنة، يبلغ طولها تقريباً حوالي 15 سم. لون ريش الذكور البالغة أزرق لامع من الأعلى وعند الحنجرة، وبرتقالي عند الصدر والجوانب ويوجد بقع بنية على الظهر، أما البطن فرمادي. أما الأنثى البالغة فريش جسمها وأجنحتها وذيلها أزرق أكثر بهاتاً من الذكور، حنجرتها رمادية وصردها برتقالي باهت وبطنها رمادي. أما العصفور الأزرق الغربي الصغير فلون ريشه أكثر بهتاناً من ريش الطيور البالغة، ولها بقع على الصدر والظهر. تساعد أنماط الألوان هذه في لعب دور في طقوس التزاوج، عندما يتنافس الذكور على الإناث في موسم التزاوج.
يتم الخلط أحياناً بين العصفور الأزرق الغربي والأنواع الأخرى من الطيور الزرقاء، لكن يمكن التمييز بينها دون صعوبة. فلذكر العصفور الأزرق الغربي حنجرة زرقاء وللأنثى حنجرة رمادية، بينما للعصفور الأزرق الشرقي حنجرة برتقالية؛ في حين لا تجد اللون البرتقالي في أي مكان من جسم أزيرق الجبل.
بنية العصفور الأزرق الغربي ممتلئة وومنقارها رفيع مستقيم وذيلها قصير إلى حدٍ ما.
عادةً ما تجثم العصافير الزرقاء الغربية على الأسوار والأسلاك والأعمدة المرتفعة. لكنها تتقافز على الأرض عندما تبحث عن الطعام كالديدان والتوت. كما تطير لالتقاط الفرائس الطائرة كالحشرات في حال توافرها.

## التعشيش

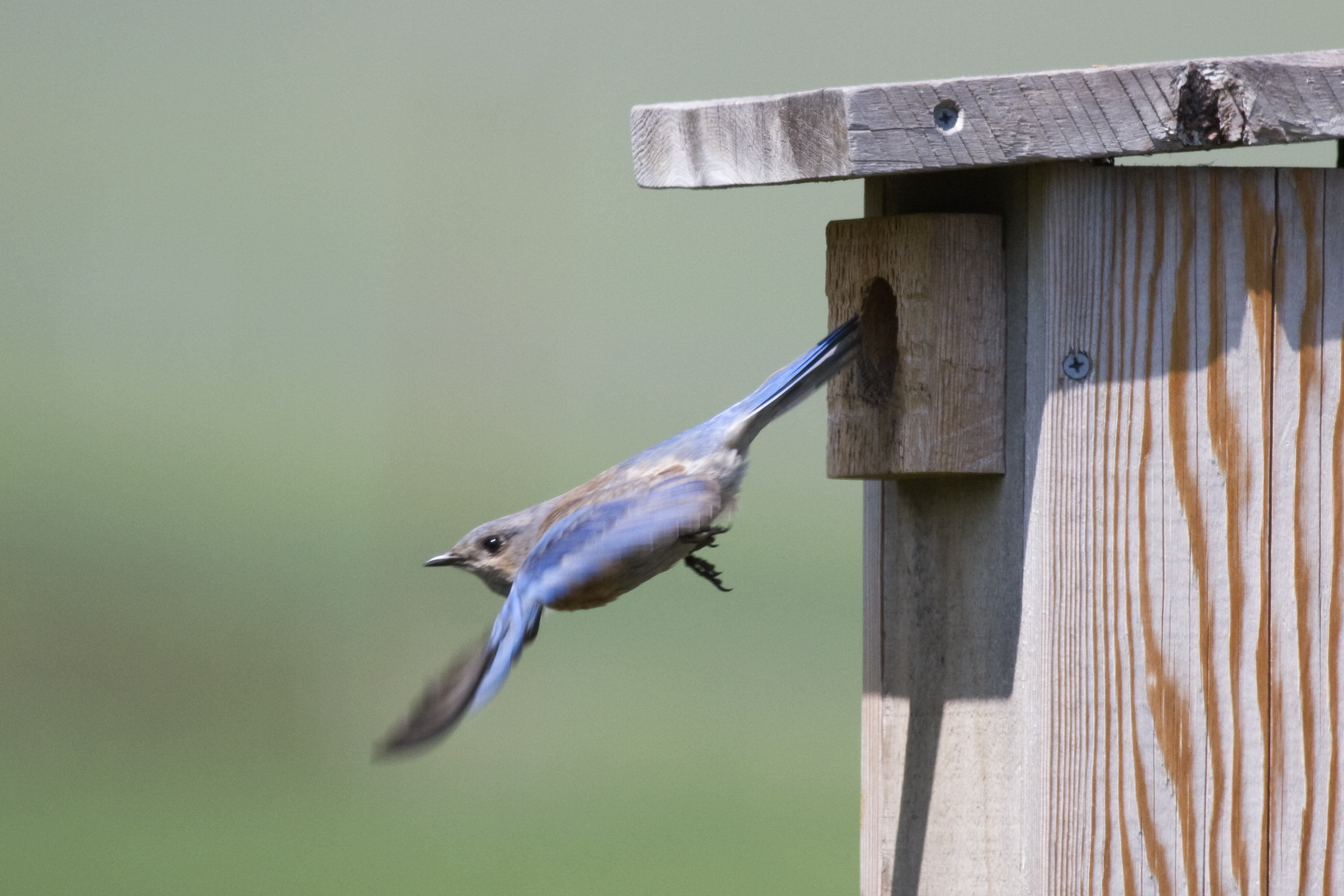
طائر أزرق غربي يغادر عشه

## أنواع شبيهة
- العصفور الأزرق الشرقي (Sialia sialis)
- أزيرق الجبل (Sialia currucoides)

## المراجع

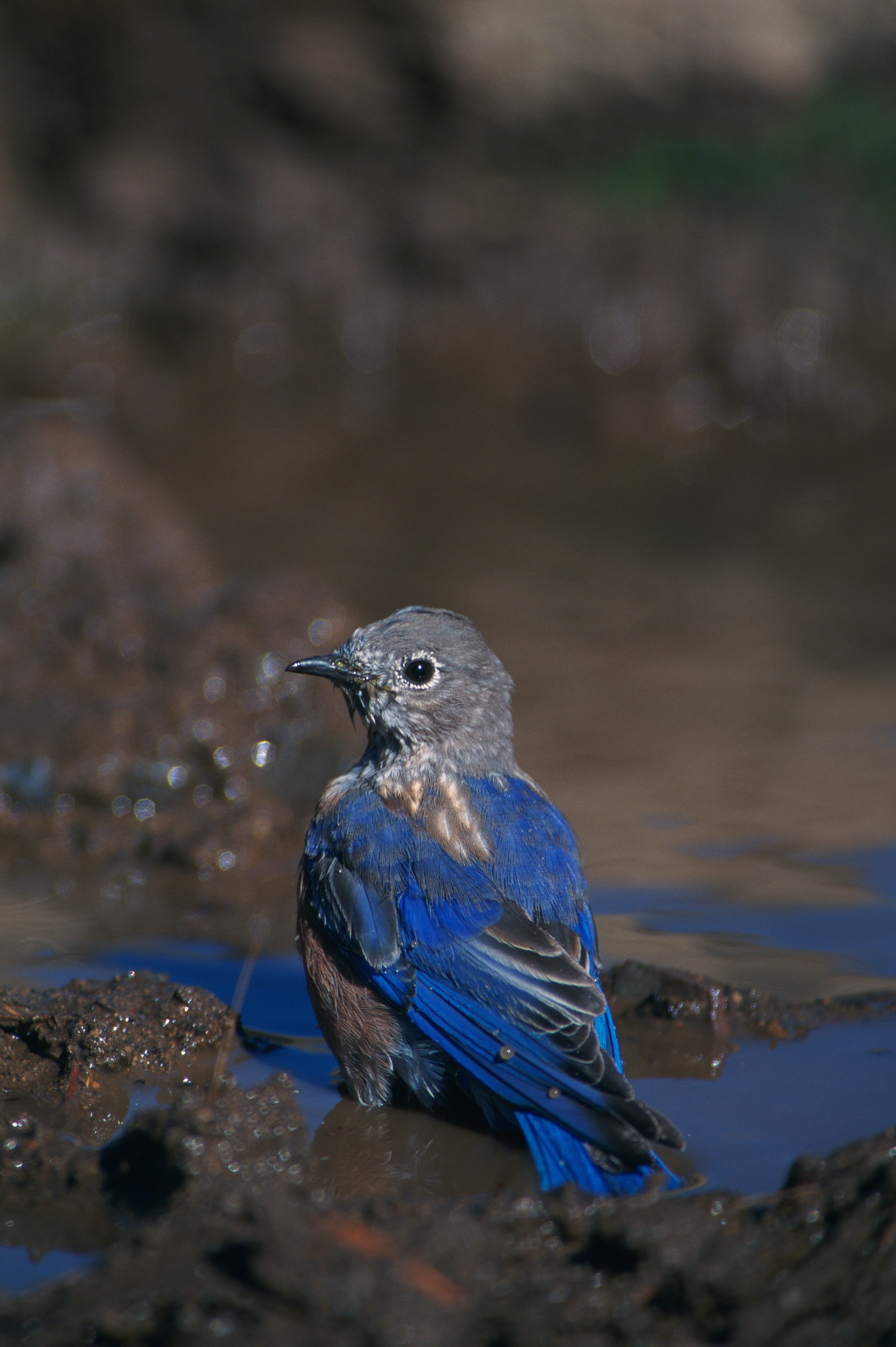
طائر أزرق غربي يافع في أريزونا

## وصلات خارجية
- Western Bluebird Species Account – Cornell Lab of Ornithology
- Western Bluebird Species Information from Bluebird Information and Awareness
- "وسائط عن Western bluebird". إنترنت بيرد كوليكشن.
- Western Bluebird - Sialia mexicana - USGS Patuxent Bird Identification InfoCenter
- Western Bluebird slow motion hovering video on YouTube
- معرض الصور عن Western bluebird على فيريو (جامعة دركسل)